# The Sorrow
The Sorrow je austrijski metalkor bend osnovan 2005. godine. Bend su osnovali Matias Šlegel i Andreas Meser iz benda Disconnected i Dominik Imler i Tobias Šedler iz benda Distance. 2006. godine potpisuju ugovor sa izdavačkom kućom Drakkar Records i godinu kasnije izdaju svoj prvi album pod nazivom Blessings From A Blackened Sky.

## Članovi benda
- Matijas Šlegel - Vokal, Ritam gitara (2005-danas)
- Andreas Meser - Solo gitara (2005-danas)
- Tobijas Šedler - Bas gitara (2005-danas)
- Dominik Imler - Bubnjevi (2005-danas)

## Diskografija

### Studijski albumi
- Blessing From A Blackened Sky (2007)
- Origin Of The Storm (2009)
- The Sorrow (2010)
- Misery Escape (2012)

### Singlovi
- Death from a Lover's Hand (2007)
- Knights of Doom (2007)
- Where Is the Sun? (2009)
- Crossing Jordan (2010)
- Perspectives  (2012)

### Spotovi
- Knights of Doom (2007)
- Where Is the Sun? (2009)
- Crossing Jordan (2010)
- Farewells (2011)
- Burial Bridge (2012)
- Perspectives  (2012)
- Retracing Memories (2013)